# دودی لوکباکیو
دودی لوکباکیو (انگلیسی: Dodi Lukebakio؛ زادهٔ ۲۴ سپتامبر ۱۹۹۷) بازیکن فوتبال اهل بلژیک است.
از باشگاه‌هایی که در آن بازی کرده‌است می‌توان به باشگاه فوتبال اندرلشت، باشگاه فوتبال فورتونا دوسلدورف و باشگاه فوتبال واتفورد اشاره کرد.